# 松任谷由美
もしかして
- 松任谷由実

ではありませんか？